# 曾源
曾源（1917年5月—2008年4月8日），原名曾镜湖，广东省和平县大坝镇鹅塘村客家人。茂名市市委副书记。暨南大学党委副书记。

## 生平
父亲是和平县内老字号“大新纸行”的老板。1937年秋考入中山大学，1938年10月在中山大学加入中国共产党。1938年11月日军占领广州，返回家乡在大坝小学以代课老师身份秘密开展党的活动。1942年7月参加东江纵队。1943年8月任东江纵队护航大队政委、独立第四大队政委兼大亚湾人民自卫总队政委、第六支队政委、第七支队政委兼惠东县委书记。1945年9月，任东江纵队第三支队政委，从惠阳镇隆出发，经过300多公里的长途行军和多次战斗，冲破重重阻拦、截击、围堵，胜利完成了挺进九连山开辟游击根据地的艰巨任务，成立了中共九连工委，曾源兼任书记，实行军地统一领导，粉碎了两次“围剿”，并把活动区扩大到江西省的定南、龙南、全南和广东的和平、连平、河源、龙川等地。
1946年7月5日随东江纵队北撤山东烟台。1947年2月，任华东野战军特种兵纵队特科学校政治处主任、特种兵纵队政治部干部科长。1947年10月任两广纵队教导总队政委、第三团政委。1949年6月随军南下，任两广纵队第二师第四团政委。两广纵队独立师任师政委。
中华人民共和国成立后，两广纵队独立师政委兼顺德县委第一书记，粤西军区高雷军分区副政委、书记，粤西军区政治部副主任、党委委员。1955年10月因患有肺结核病住院，从军队转地方工作，任湛江市委第二书记。由于开采茂名页岩油列为国家重点建设工程项目，1958年5月任中共茂名县委副书记兼茂名工矿区城市筹建处主任、1958年6月12日中共茂名工矿区市筹建工作委员会在茂名县新坡村成立，曾源任书记。1958年9月3日，中共茂名工矿区市委员会成立，国家建筑工程部第四工程局局长兼书记孙西歧任代理书记，曾源任副书记，属广东省委和湛江地委双重领导。1959年5月9日，中共茂名工矿区市委员会改称中共茂名市委员会，6月10日设立书记处，7月孙西歧任书记处第一书记，曾源任茂名市委书记处书记分管党群、文教卫生院和郊区工作。1971年12月31日获得平反。1972年5月任茂名市革委常委兼科教办主任。1978年8月任茂名市委副书记兼市革委会副主任。1979年2月调任暨南大学党委副书记。  
1984年3月副厅级离休，1993年批准为正厅级干部。2008年病逝后，遵照其遗愿，遗体捐献给暨南大学医学院作教学研究之用。

## 家人
- 夫人陈慧（1919-）：1943年在东江纵队结婚。在暨大医学院任职。
- 长子曾慧生

## 纪念
曾源故居位于和平县大坝镇鹅塘村，始建于民初，坐西北向东南，总面宽44米，总进深45米，占地面积1980平方米。2010年1月，被和平县人民政府公布为县级重点文物保护单位。